# Kim Dong-sub
Đây là một tên người Triều Tiên, họ là Kim.
Kim Dong-sub (tiếng Hàn: 김동섭; Hanja: 金東燮; sinh ngày 29 tháng 3 năm 1989 ở Icheon) là một tiền đạo bóng đá Hàn Quốc thi đấu cho Busan IPark.

## Sự nghiệp câu lạc bộ
Cho dù từng đại diện đội tuyển quốc gia ở cấp độ trẻ, Kim chưa bao giờ có tên trong đội hình xuất phát của Shimizu S-Pulse tại J1 League vì chấn thương. Ngày 7 tháng 8 năm 2009 anh chuyển đến Tokushima Vortis theo dạng cho mượn.
Kim được chọn trong đợt tuyển quân K League 2011 bởi Gwangju FC.
Năm 2016, Busan IPark đưa anh tới Ansan Mugunghwa để thực hiện nghĩa vụ quân sự.

## Sự nghiệp quốc tế
Anh từng là thành viên của đội tuyển U-20 quốc gia Hàn Quốc tham dự Giải vô địch bóng đá U-20 thế giới 2009.

## Thống kê câu lạc bộ
| Thành tích câu lạc bộ | Thành tích câu lạc bộ | Thành tích câu lạc bộ | Giải vô địch | Giải vô địch | Cúp                   | Cúp                   | Cúp Liên đoàn | Cúp Liên đoàn | Tổng cộng | Tổng cộng |
| Mùa giải              | Câu lạc bộ            | Giải vô địch          | Số trận      | Bàn thắng    | Số trận               | Bàn thắng             | Số trận       | Bàn thắng     | Số trận   | Bàn thắng |
| Nhật Bản              | Nhật Bản              | Nhật Bản              | Giải vô địch | Giải vô địch | Cúp Hoàng đế Nhật Bản | Cúp Hoàng đế Nhật Bản | Cúp Liên đoàn | Cúp Liên đoàn | Tổng cộng | Tổng cộng |
| --------------------- | --------------------- | --------------------- | ------------ | ------------ | --------------------- | --------------------- | ------------- | ------------- | --------- | --------- |
| 2007                  | Shimizu S-Pulse       | J1 League             | 0            | 0            | 0                     | 0                     | 0             | 0             | 0         | 0         |
| 2008                  | Shimizu S-Pulse       | J1 League             | 0            | 0            | 0                     | 0                     | 0             | 0             | 0         | 0         |
| 2009                  | Shimizu S-Pulse       | J1 League             | 0            | 0            | 0                     | 0                     | 0             | 0             | 0         | 0         |
| 2009                  | Tokushima Vortis      | J2 League             | 10           | 0            | 0                     | 0                     | -             | -             | 10        | 0         |
| 2010                  | Tokushima Vortis      | J2 League             | 1            | 0            | 0                     | 0                     | -             | -             | 1         | 0         |
| Hàn Quốc              | Hàn Quốc              | Hàn Quốc              | Giải vô địch | Giải vô địch | Cúp KFA               | Cúp KFA               | Cúp Liên đoàn | Cúp Liên đoàn | Tổng cộng | Tổng cộng |
| 2011                  | Gwangju FC            | K League 1            | 23           | 7            | 1                     | 0                     | 4             | 0             | 28        | 7         |
| 2012                  | Gwangju FC            | K League 1            | 32           | 7            |                       |                       | -             | -             | 32        | 7         |
| 2013                  | Seongnam FC           | K League 1            | 36           | 14           | 1                     | 1                     | -             | -             | 37        | 15        |
| 2014                  | Seongnam FC           | K League 1            | 34           | 4            | 4                     | 1                     | -             | -             | 38        | 5         |
| 2015                  | Seongnam FC           | K League 1            | 5            | 0            | 0                     | 0                     | -             | -             | 5         | 0         |
| 2015                  | Busan IPark           | K League 1            | 8            | 0            | 0                     | 0                     | -             | -             | 8         | 0         |
| 2016                  | Ansan                 | K League 2            | 16           | 4            | 0                     | 0                     | -             | -             | 16        | 4         |
| 2017                  | Ansan                 | K League 2            | 6            | 0            | 1                     | 0                     | -             | -             | 7         | 0         |
| 2017                  | Busan IPark           | K League 2            | 0            | 0            | 0                     | 0                     | -             | -             | 0         | 0         |
| Tổng cộng             | Nhật Bản              | Nhật Bản              | 11           | 0            | 0                     | 0                     | 0             | 0             | 11        | 0         |
| Tổng cộng             | Hàn Quốc              | Hàn Quốc              | 160          | 36           | 7                     | 2                     | 4             | 0             | 171       | 38        |
| Tổng cộng sự nghiệp   | Tổng cộng sự nghiệp   | Tổng cộng sự nghiệp   | 171          | 36           | 7                     | 2                     | 4             | 0             | 182       | 38        |